# Jaime Gajardo
Jaime Alberto Gajardo Orellana (Iloca, 10 de abril de 1954) es un profesor y dirigente gremial chileno.

## Biografía
Nació en Iloca en 1954, siendo el mayor de los 7 hermanos de una familia de origen campesino. Estudió en la escuela de Iloca, y posteriormente en la Escuela María Matte Nº19, de la congregación religiosa de los Jesuitas, ubicada en Peñaflor, donde terminó de cursar la primaria. Luego ingresó al Liceo Municipal de Maipú, donde realizó su enseñanza media.
En 1972 ingresó a estudiar Pedagogía en Historia y Geografía en la Universidad Técnica del Estado (UTE). En el curso de su carrera universitaria ingresó a las Juventudes Comunistas de Chile en 1973. El golpe de Estado lo encontró en su casa de estudios, siendo detenido y llevado al Estadio Chile. Allí vio por última vez al cantautor Víctor Jara. Tras ser expulsado de la universidad, apeló al reintegro, donde le dieron a escoger tres carreras, de las cuales optó por Matemáticas, titulándose en 1977 como profesor de Estado en Matemáticas y Estadísticas.
Desempeñó la docencia en distintos establecimientos tanto municipales, como particulares subvencionados. En los años 1980, incursionó en la enseñanza en Centros de Formación Técnica. En estos tuvo a cargo las cátedras de Análisis Numérico, Matemáticas financieras, Contabilidad, Estadística e Introducción al Álgebra, en los institutos Forum, Senade, e Itesa Ltda.
Entre 1980 y 1993, trabajó en el Colegio Industrial Nº 3 Los Libertadores, pertenecientes a la cadena HC, impartiendo cursos de matemáticas de 1º a 4.º medio. En dicho establecimiento fue presidente del Departamento de Matemáticas y estuvo a cargo de la Unidad Técnico Pedagógica
. En el mismo periodo elaboró un instrumento de evaluación para la asignatura de matemáticas, aplicado de 1.º a 4.º de la Enseñanza Media, el que se ha aplicado en algunos colegios de la Región Metropolitana y se encuentra registrado en las bibliotecas de la Universidad de Chile, 1980.[cita requerida] Posteriormente fue profesor de matemáticas de Enseñanza Media, Coordinador de Nivel, a cargo del preuniversitario y del Taller de Matemáticas del Colegio Particular José Manuel Carrera de Peñaflor, perteneciente al Fondo de Bienestar de los Trabajadores de Bata.
Entre 1993 y 2005 dictó clases en el sector municipal en colegios emblemáticos de Santiago Centro, como el Liceo Darío Salas, el Internado Nacional Barros Arana (INBA), el ex Liceo Niñas N°2 Técnica 28, y el Instituto Nacional José Miguel Carrera, donde fue Coordinador de Nivel y profesor de matemáticas. Paralelamente fue profesor en la Universidad de Santiago de Chile.

## Carrera gremial
Su vida como dirigente gremial se inició en la década de 1980, como dirigente comunal de la Asociación Gremial de Educadores de Chile (AGECH). En 1985 fue elegido dirigente del provincial Santiago del Colegio de Profesores de Chile, y en 1995 fue elegido presidente del directorio regional de dicho colegio. 

 
En el año 2004 fue elegido parte del Directorio Nacional del Colegio de Profesores de Chile, ocupando el cargo de tesorero. En 2007 ganó las elecciones gremiales y asumió como presidente nacional del Colegio de Profesores, siendo reelecto en 2010 y 2013. En las elecciones del Colegio de Profesores de 2017 perdió la presidencia del ente, siendo derrotado por Mario Aguilar.

También es miembro de la Comisión Política del Comité Central del Partido Comunista y dirigente nacional de la Central Unitaria de Trabajadores (CUT). Además es miembro del Comité Ejecutivo de la Internacional de la Educación para América Latina (IEAL) y participa en el Consejo de Investigación Avanzada en Educación (CIAE); el Fondo del Libro; y el Consejo Comunidad Hospital.

## Historial electoral

### Elecciones municipales de 1996
- Elecciones municipales de 1996, para la alcaldía de Santiago[18]

| Candidato                  | Pacto                          | Partido | Votos  | %     | Resultado |
| -------------------------- | ------------------------------ | ------- | ------ | ----- | --------- |
| Jaime Ravinet de la Fuente | Concertación por la Democracia | PDC     | 51 507 | 45,38 | Alcalde   |
| Nicolás Monckeberg Díaz    | Unión por Chile                | RN      | 11 171 | 9,84  | Concejal  |
| Jorge Insunza Becker       | La Izquierda                   | PCCh    | 5857   | 5,16  |           |
| Miguel Allamand Zavala     | Unión por Chile                | ILDUD   | 5854   | 5,16  | Concejal  |
| Pablo Valdés Aldunate      | Unión por Chile                | UDI     | 5614   | 4,95  |           |
| Fernando Valdés Celis      | Unión por Chile                | RN      | 4 171  | 3.81  | Concejal  |
| Loreto Schnake             | Concertación por la Democracia | PPD     | 3888   | 3,43  | Concejal  |
| Juan Recabarren Rivas      | Concertación por la Democracia | PS      | 2515   | 2,22  | Concejal  |
| Mario Farías Fernández     | Concertación por la Democracia | PRSD    | 2332   | 2,05  | Concejal  |
| Osvaldo Díaz               | Concertación por la Democracia | ILFPS   | 2311   | 2,04  |           |
| Manuel Díaz Valenzuela     | Concertación por la Democracia | PDC     | 1805   | 1,59  | Concejal  |
| Graciela Lazo Garrido      | Concertación por la Democracia | PPD     | 1755   | 1,55  | Concejal  |
| Olga San Martín Pulgar     | Unión por Chile                | ILDRN   | 1522   | 1.34  |           |
| Jeannette Tapia Fuentes    | Concertación por la Democracia | PDC     | 1370   | 1,21  | Concejal  |
| Orietta Soto Figari        | Unión por Chile                | UDI     | 1211   | 1,07  |           |
| Jaime Gajardo Orellana     | La Izquierda                   | PCCh    | 408    | 0,36  |           |

### Elecciones del Colegio de Profesores de 2013
Realizadas el 29 de noviembre del 2013.
| Lista | Nombre                                 | Candidato/a                   | Votos | %     | Resultado          |
| ----- | -------------------------------------- | ----------------------------- | ----- | ----- | ------------------ |
| E     | Nueva Mayoría + Unidad                 | Jaime Gajardo (PCCh)          | 7988  | 40,11 | Presidente         |
| G     | Movimiento Amplio por un nuevo colegio | Darío Vázquez (Fuerza Social) | 6324  | 31,75 | Secretario General |
| A     | Refundación                            | Mario Aguilar (PH)            | 2616  | 13,13 | Prosecretario      |
| F     | Avanza, crea y educa                   | Verónica Monsalve (RN)        | 2035  | 10,21 | 1ª Directora       |
| C     | Newen Kimün Kom Pu Che                 | Ariel Antillanca              | 569   | 2,85  |                    |
| B     | Nuestra Clase                          | Raúl Núñez (PTR)              | 206   | 1,03  |                    |
| D     | Colectivo Paulo Freire                 | Christian Codocedo            | 174   | 0,87  |                    |

### Elecciones de consejeros regionales de 2017
- Elecciones de consejero regional, por la circunscripción Santiago II Centro (Santiago, Recoleta, Independencia, Quinta Normal, Cerro Navia, Lo Prado)[21]

| Candidato              | Pacto                               | Partido | Votos  | %    | Resultados |
| ---------------------- | ----------------------------------- | ------- | ------ | ---- | ---------- |
| Noemí Martínez Díaz    | Frente Amplio                       | RD      | 29 874 | 9,50 | Consejera  |
| Álvaro Lavín Aliaga    | Chile Vamos                         | UDI     | 29 709 | 9,45 | Consejero  |
| Celin Moreno Cruz      | Chile Vamos                         | RN      | 28 806 | 9,15 | Consejero  |
| Jaime Gajardo Orellana | Por Un Chile Justo y Descentalizado | PCCh    | 17 428 | 5,54 |            |
| Sergio Flores Ramírez  | Frente Amplio                       | PI      | 17 150 | 5,45 |            |
| Dióscoro Rojas Campos  | Unidos por la Descentralización     | PS      | 16 432 | 5,23 | Consejero  |